# Euphorbia cornastra
Euphorbia cornastra là một loài thực vật có hoa trong họ Đại kích. Loài này được (Dressler) Radcl.-Sm. mô tả khoa học đầu tiên năm 1978.